# Демби (Люблінське воєводство)
Демби (пол. Dęby; укр. Дуби) — осада (селище) у Польщі, розташоване в Люблінському воєводстві Томашовського повіту, ґміни Любича-Королівська.